# Diadegma imbecillum
Diadegma imbecillum är en stekelart som först beskrevs av Günther Enderlein 1921.  Diadegma imbecillum ingår i släktet Diadegma och familjen brokparasitsteklar. Inga underarter finns listade i Catalogue of Life.